# Conflict: Freespace
Conflict: FreeSpace – The Great War (US-Titel: Descent: FreeSpace, kurz FreeSpace) ist ein 1998 vom US-amerikanischen Spieleentwickler Volition für Windows-PC produziertes und von Interplay Entertainment veröffentlichtes Computerspiel. Es zählt zum Genre der Raumkampfsimulationen und beschreibt den Krieg der in der Galaktisch Terranischen Allianz (GTA) zusammengeschlossenen Menschheit gegen die Alienrassen der sogenannten Vasudaner und Shivaner. Das Spiel erhielt noch im selben Jahr eine Erweiterung mit dem Titel Conflict FreeSpace: The Great War – Silent Threat. 2001 veröffentlichte der belgische Entwickler Hyperion Entertainment eine Amiga-Version des Spiels unter dem Titel Freespace – The Great War. Bereits 1999 erschien unter dem Titel Freespace 2 ein direkter Nachfolger.

## Handlung
Es ist das 24. Jahrhundert. Seit mehreren Jahren befindet sich die Menschheit (als Terraner der GTA) im Krieg mit der humanoiden Alienrasse der Vasudaner. Die Kämpfe finden immer in denselben Gebieten statt, ein Ende dieses Konflikts ist jedoch nicht in Sicht. Plötzlich taucht eine alte, scheinbar übermächtige Rasse auf, deren Vertreter als Shivaner bezeichnet werden. Der neue Gegner überrennt die Kolonialsysteme der Terraner und Vasudaner ohne große Verluste. Ihre technologische Überlegenheit zeichnet sich am Anfang vor allem durch Schilde aus, die zu diesem Zeitpunkt weder Menschen noch ihre vorherigen außerirdischen Gegner besitzen, im späteren Spielverlauf durch eine hohe Truppenanzahl und überlegenen Schiffbau. Schließlich verbünden sich GTA und Vasudaner gegen den gemeinsamen Feind, der von einem riesigen Großkampfschiff aus operiert, der „SD Lucifer“, das mit seinen Waffensystemen ganze Planeten entvölkern kann.

## Spielprinzip
Conflict: FreeSpace ist ein missionsbasiertes Spiel, mit etwa 30 Missionen im Einzelspieler- und 20 Missionen im Mehrspieler-Modus, in denen der Spieler gegen computergesteuerte oder menschliche Gegner antritt. Er steuert dabei ein vorher ausgewähltes und mit Waffen ausgestattetes Raumschiff aus der Egoperspektive, wobei der Bildschirm mit zusätzlichen Informationen wie einem Radar, Status des Waffensystems und ähnlichem aufbereitet ist. Welche Informationen angezeigt werden, kann vom Spieler in einem hohen Grad selbst bestimmt werden.
Die Bewaffnung ist breit gefächert und reicht von Lasern über Raketen bis hin zu Bomben. Die spielbaren Schiffe gibt es in mehreren Varianten: Leichte Aufklärungsschiffe, leichte, mittlere und schwere Jäger, Abfangjäger und Bomber sind vorhanden. In einer Mission fliegt der Spieler zudem einen shivanischen Jäger.
Zwischen den Einsätzen gibt es einen Überblick über den aktuellen Kriegsverlauf und manchmal computeranimierte Videos zu sehen. Danach folgt die Einsatzbesprechung, in der Missionsablauf und -ziele beschrieben werden (nur in englischer Ausgabe des Spiels gesprochen). Dort kann man meist für sich selbst einen Jäger oder Bomber wählen und auch die Modelle der kommandierten Schwärme (Wingmen, computergesteuerte Flügelmänner) austauschen und die Waffenbestückung verändern.
Im Weltraum angekommen gibt es die Möglichkeit, die Schiffsenergie über drei Regler auf die Waffen-, Schild- und Antriebssysteme zu verteilen. Wer gerade unter starkem Beschuss liegt, verstärkt die Schildenergie auf Kosten von Antrieb und Waffen. Der Spieler kann seinen Raketen- und Täuschkörpervorrat von einem Versorgungsschiff wieder aufstocken lassen, wenn eine Pause zwischen den Kämpfen entsteht.
Es ist außerdem ein umfangreicher Missions- bzw. Kampagnen-Editor im Spiel enthalten.

## Schiffsbenennung
Eine Besonderheit des Spieles ist es, dass fast jeder Name einer Schiffsklasse aus einer Mythologie, Kultur oder anderem stammt. So haben die terranischen Jäger, Bomber und Großkampfschiffe Namen aus der griechischen Mythologie (GTF Apollo, GTB Medusa, GTD Orion, …). Die vasudanischen Schiffe sind mit ägyptischen Bezeichnungen versehen (GVB Osiris, GVF Anubis, …), da ihr Heimatplanet zum größten Teil aus Wüste besteht.
Die Bezeichnung eines jeden Schiffes beinhaltet seine Klasse und seine Spezies in den ersten Buchstaben. Das Schiff GTD Messana ist beispielsweise ein terranischer Zerstörer. Die ersten drei Buchstaben (GTD) stehen für Galactic Terran Destroyer. Alle Schiffe mit GT sind galaktisch terranisch, alle mit GV sind galaktisch vasudanisch und alle mit einem S sind shivanisch. Der letzte (eventuell die letzten beiden) Buchstabe(n) geben die Art des Schiffes an.
- A = AWACS (AWACS-Schiff)
- B = Bomber (Bomber)
- C = Cruiser (Kreuzer)
- Cv = Corvette (Korvette)
- D = Destroyer (Zerstörer)
- F = Fighter (Jäger)
- Fr = Freighter (Frachter)
- I = Installation (Einrichtung)
- J = Juggernaut (Juggernaut)
- T = Transporter (Transporter)
- usw.

Dieses System wird auch auf die Laser und Raketen der Jäger angewandt, die dementsprechend die Bezeichnung GTW für Galactic Terran Weapon (Galaktisch Terranische Waffe) oder GTM für Galactic Terran Missile (Galaktisch Terranische Rakete) tragen.
Beispiele:
- GTW-5 Prometheus
- GTW-66 Maxim
- GTM-4 Hornet
- GTM-19 Harpoon

## Entwicklung
Conflict: FreeSpace – The Great War war der erste Titel des aus der Auftrennung des Entwicklungsstudios Parallax Software hervorgegangenen Entwicklers Volition. Nachdem die beiden Parallax-Gründer Matt Toschlog und Mike Kulas beschlossen hatten, das durch die Entwicklung von Descent und Descent II bekannt gewordene Unternehmen zu teilen, übernahm Toschlogs Outrage Entertainment die Arbeiten an Descent3. Das Volition-Team unter Kulas, das erst im Anschluss daran Descent 4 entwickeln sollte, begann daher mit den Arbeiten an einem neuen Titel. Im Laufe der Arbeiten an Conflict: FreeSpace verdoppelte sich dabei die Belegschaft des Unternehmens. In den USA wurde das Spiel unter starker Bezugnahme des Interplay-Marketings auf die erfolgreichen Descent-Spiele unter dem Titel Descent: FreeSpace veröffentlicht und die Verbindung des Teams mit dem Korridor-Shooter hervorgehoben.

## Technik
Conflict: FreeSpace unterstützt eine Auflösung 640×480 bei einer Farbtiefe von 16-Bit. Das Spiel unterstützt Glide und Direct3D, bietet zusätzlich aber auch einen Softwarerenderer, sodass keine 3D-Grafikkarte benötigt wird. Als Eingabegeräte werden die Maus, die Tastatur und ein Joystick mit oder ohne Force Feedback unterstützt. Außerdem unterstützt Conflict: FreeSpace nach der Installation eines Patches EAX.
Netzwerkspiele sind ebenfalls möglich. Hierzu wird entweder ein Netzwerk für LAN-Spiele oder ein Modem für Internet-Spiele benötigt. Conflict: FreeSpace unterstützt neben dem TCP/IP-Protokoll zusätzlich auch das IPX-Protokoll. Unter Windows XP ist das Spiel in der Regel mit dem Kompatibilitätsmodus Windows 98/Me spielbar.

## Rezeption
Conflict: FreeSpace erhielt mehrheitlich gute Kritiken (Game Rankings: 80,39 %). Nach Meinung des Testers Stefan „Desslock“ Janicki von GameSpot bereite das Spiel bekannte und bewährte Elemente früherer Konkurrenzprodukte und eine Reihe eigener Innovationen zu einer gelungenen Mischung auf. Das Spiel biete einen „willkommenen Mix aus fesselnder Grafik, einer Handlung und Gameplay“, auch wenn die Entwickler nur mit wenigen originären Ideen aufwarten könnten. Er lobte insbesondere die Lichteffekte der Grafik und verglich diese und das eher actionbasierte Spielprinzip mit dem 1997 veröffentlichten Konkurrenztitel Wing Commander: Prophecy. Besonderes Lob erhielt das anpassbare Interface mit seinen zahlreichen Konfigurationsmöglichkeiten, das von Desslock als „herausragend“ bezeichnete. Die KI der Begleitpiloten sei dagegen wechselhaft. Während sie Anordnungen zuverlässig umsetze, nehme sie bei Angriffen keinerlei Rücksicht, wenn sich der Spieler in der unmittelbaren Schussbahn befinde. Die Handlung des Spiels sei insgesamt zwar fesselnd, wirke aber durch die zergliederte Erzählweise mit wenigen Zwischensequenzen etwas zusammenhanglos und besitze wenig Tiefgang, da beispielsweise Begleitpiloten namenlose Figuren ohne erkennbare Identität blieben. Deutliche Kritik gab es für den Mehrspieler-Part, der insbesondere über Internet keine sinnvolle Nutzung zulasse, da es bereits bei zwei Spielern zu großen Problemen mit der Synchronität käme. Aufgrund der sehr ausgefeilten Einzelspieler-Kampagne sprach er für das Spiel eine eindeutige Empfehlung aus.
| Wertungsspiegel PC: - GameStar: 85 % - PC Player: 84 % - CVG: 8,9 von 10 - GameSpot: 8,9 von 10 - GamePro (US): 4,5 von 5 - Game Revolution: A- | Wertungsspiegel Amiga: - Amiga Future: 93 % - Total Amiga: 5 von 5 |

## Conflict: FreeSpace – Silent Threat (Add-on)
Silent Threat ist ein Ende 1998 veröffentlichtes offizielles Mission Pack zu FreeSpace. Es handelt sich dabei um eine neue Kampagne mit Spezialmissionen während des Großen Kriegs. Das Mission Pack hat eine eigenständige Handlung, die nicht direkt abhängig von der des Grundspiels ist. Es gibt vier neue Raumschiffe (zwei vom Spieler steuerbar, ein shivanisches und ein terranisches Großkampfschiff), vier neue Waffen und zusätzliche Mehrspielermissionen. Die Spieldauer der Einzelspielerkampagne beträgt allerdings nur wenige Stunden.
Wertungsspiegel:
- GameStar: 76 %[11]
- PC Player: 68 %[12]